# 埃爾班科

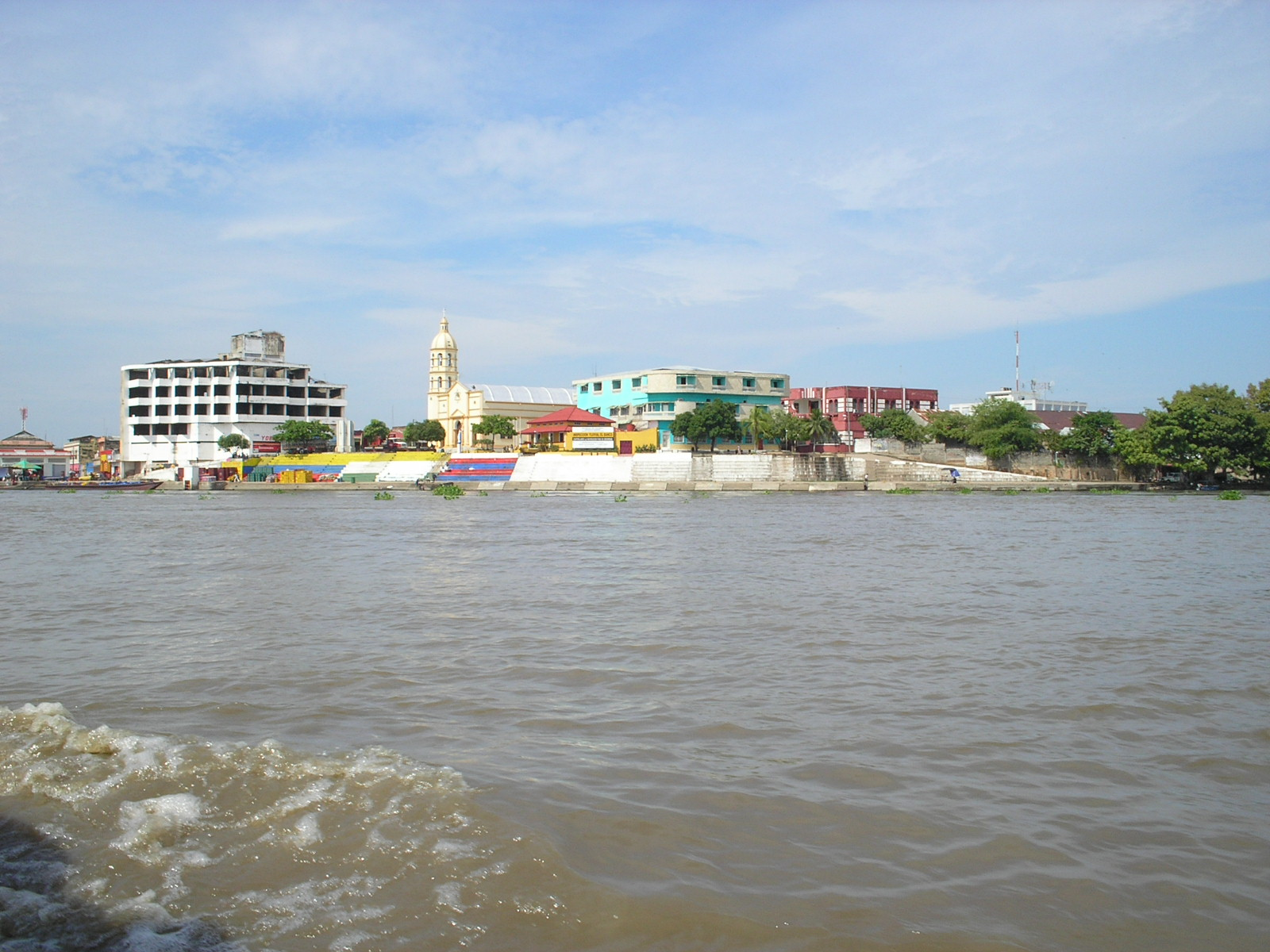

埃爾班科是哥倫比亞的城鎮，位於該國南部馬格達萊納河畔，由馬格達萊納省負責管轄，距離首府聖瑪爾塔297公里，始建於1680年2月2日，面積820平方公里，海拔高度25米，2005年人口53,544。

## 外部連結
- （西班牙文）El Banco official website